# St. Bernhard (Winnenden)

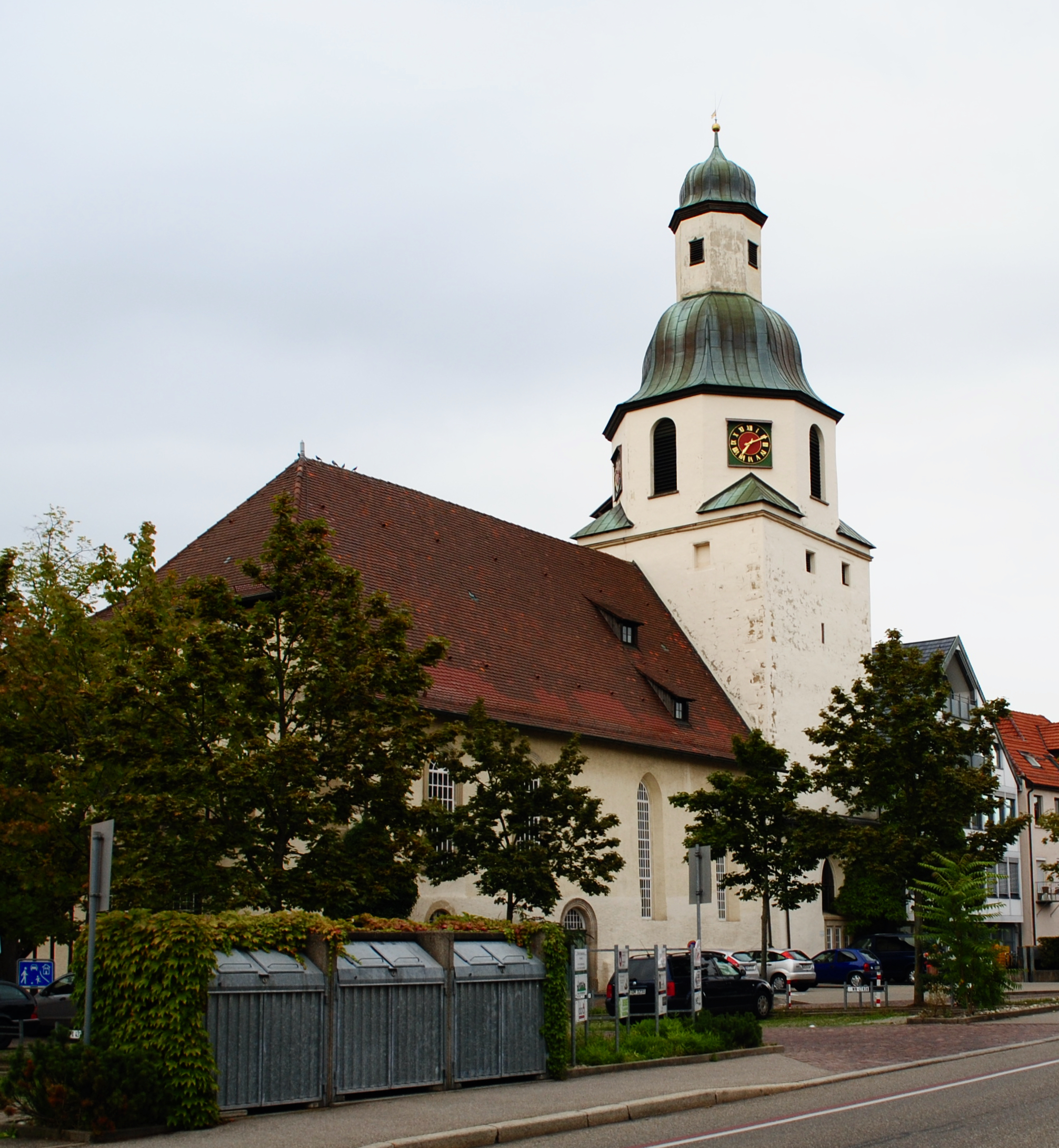
St. Bernhard in Winnenden

Die Pfarrkirche St. Bernhard ist die Stadtkirche von Winnenden, einer Stadt im Rems-Murr-Kreis von Baden-Württemberg. Das Bauwerk ist beim Landesamt für Denkmalpflege Baden-Württemberg als Baudenkmal eingetragen. Die Kirchengemeinde gehört zum Kirchenbezirk Waiblingen der Evangelischen Landeskirche in Württemberg. Namensgeber ist Bernhard von Clairvaux.

## Beschreibung
Die Saalkirche besteht aus einem Langhaus und einem Chorturm im Osten, der im Kern zur ursprünglichen Kapelle an der Stadtmauer gehörte. Ab 1693 wurde mit dem barocken Umbau begonnen. Der Chorturm auf quadratischem Grundriss wurde mit einem achteckigen Geschoss aufgestockt, das die Turmuhr und den Glockenstuhl mit vier Kirchenglocken beherbergt, und mit einer Glockenhaube bedeckt, die von einer Laterne gekrönt ist. Das Langhaus wurde 1710–13 nach einem Entwurf von Hans Michael Groß erneuert. Der Ausbau des Innenraums und die Erneuerung der Kirchenausstattung führte 1910 Martin Elsaesser aus. Die Kanzel von 1713 und zwei barocke Epitaphien blieben erhalten.